# Nihajni krog
Nihájni króg je najpreprostejši električni krog, v katerem pride do nihanja. Sestavljata ga kondenzator in tuljava.
Kondenzator nabijemo na neko začetno napetost U0, nato pa  izvor napetosti odstranimo. V vsakem trenutku mora po drugem Kirchhoffovem izreku veljati, da je vsota vseh napetosti v električnem krogu enaka nič:
{\displaystyle U_{L}+U_{C}=-L{\frac {dI}{dt}}-{\frac {e}{C}}=0}
Pri tem je {\displaystyle U_{L}} napetost na tuljavi, {\displaystyle U_{C}} napetost na kondenzatorju, L induktivnost tuljave, I električni tok, e naboj na kondenzatorju in C njegova kapacitivnost. Z odvajanjem enačbe po času t dobimo diferencialno enačbo 2. reda za tok:
{\displaystyle {\frac {d^{2}I}{dt^{2}}}+{\frac {1}{LC}}I=0}
Enačba ima enako obliko, kot jo ima enačba nedušenega nihanja, zato njeno rešitev poznamo:
{\displaystyle I(t)=I_{0}\cos \omega _{0}t}
Lastna krožna frekvenca takega nihajnega kroga je enaka
{\displaystyle \omega _{0}={\frac {1}{\sqrt {LC}}}}
Nihajni krog je bistveni sestavni del oscilatorjev in filtrov in ga pogosto uporabljajo v radijski in telekomunikacijski tehniki.